# Doyen de Saint-Paul

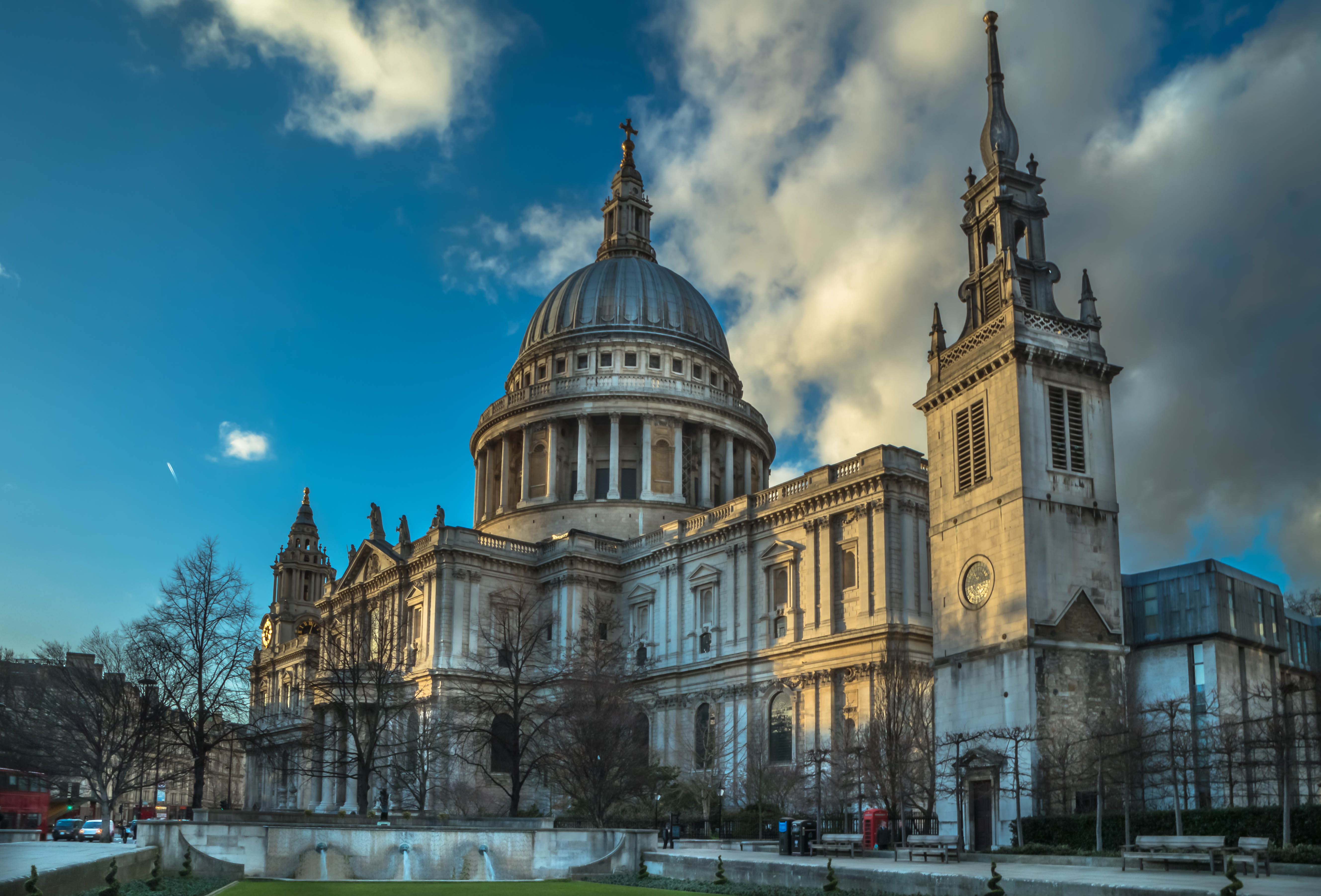
Cathédrale Saint-Paul de Londres, Londres

Le doyen de Saint-Paul (Dean of St Paul's en anglais) (primus inter pares - premier parmi ses pairs) est le chef du chapitre de la Cathédrale Saint-Paul de Londres. Le doyen de Saint-Paul est également (ex officio) doyen de l'Ordre de l'Empire britannique.
L'actuel doyen est David Ison, qui a été installé le 25 mai 2012.

## Liste des doyens
| - 1090–1107 Wulman - 1107–1111 Ranulf Flambard (contesté) - 1111–1138 William de Mareni - 1138–1157 Ralph de Langford - 1158–1180 Hugh de Mareni - 1180–1199 Ralph de Diceto - 1200–1216 Alard de Burnham - 1216–1218 Gervase de Howbridge - 1218–1227 Robert de Watford - 1228–1231 Martin de Pattishall - 1231–1241 Geoffrey de Lucy - 1241–1243 William of Sainte-Mère-Église - 1243–1253 Henry de Cornhill - 1253–1257 Walter de Saleron - 1257–1260 Robert de Barton - 1260–1261 Peter de Newport - January 1262–July 1262 Richard Talbot - July 1262 – 1263 John de Ebulo - 1263–1267 Geoffrey de Fering - 1268–1273 John Chishull - 1273–1276 Hervey de Boreham - 1276–1283 Thomas Ingoldsthorpe - 1283–1285 Roger de La Legh - 1285–1294 William de Montfort - 1294–1306 Ralph Baldock | - 1306–1313 Arnald Frangerius de Cantilupo - 1314–1316 John Sandale - 1316–1317 Richard Newport - 1317 Roger Northburgh - 1317–1322 Vitalis de Testa - 1322–1335 John de Everdon - 1335–1354 Gilbert de Bruera - 1354–1361 Richard Kilvington - 1361–1362 Walter de Alderbury - 1362–1364 Thomas Trilleck - 1364–1389 John de Appleby - 1389–1400 Thomas de Eure - 1400–1405 Thomas Stowe - 1406–1421 Thomas More - 1422–1441 Reginald Kentwood - 1441–1456 Thomas Lisieux - 1456–1457 Lawrence Booth - 1457–1468 William Say - 1468–1471 Roger Radclyffe - 1471–1478 Thomas Wynterbourne - 1479–1499 William Worsley - 1499–1505 Robert Sherborne - 1505–1519 John Colet - 1519–1536 Richard Pace - 1536–1540 Richard Sampson - 1540–1545 John Incent - 1545–1554 William May - 1554–1556 John Feckenham - 1556–1559 Henry Cole - 1559–1560 William May (encore) |

### Après la Réforme
| Nom | Portrait                          | Mandat | Mandat      |
| --- | --------------------------------- | ------ | ----------- |
| Alexander Nowell                                                                                         |                                   | 1560   | 1602        |
| John Overall                                                                                             |                                   | 1602   | 1614        |
| Valentine Cary                                                                                           |                                   | 1614   | 1621        |
| John Donne                                                                                               |                                   | 1621   | 1631        |
| Thomas Winniffe                                                                                          |                                   | 1631   | 1642        |
| Richard Steward (pas installé)                                                                           |                                   | 1642   | 1651        |
| poste vacant (Interrègne anglais)                                                                        | poste vacant (Interrègne anglais) | 1651   | 1660        |
| Matthew Nicholas                                                                                         |                                   | 1660   | 1661        |
| John Barwick                                                                                             |                                   | 1661   | 1662        |
| William Sancroft                                                                                         |                                   | 1664   | 1678        |
| Edward Stillingfleet                                                                                     |                                   | 1678   | 1689        |
| John Tillotson                                                                                           |                                   | 1689   | 1691        |
| William Sherlock                                                                                         |                                   | 1691   | 1707        |
| Henry Godolphin                                                                                          |                                   | 1707   | 1726        |
| Francis Hare (en tant qu'Évêque de St Asaph 1727-1731, en tant qu'Évêque de Chichester à partir de 1731) |                                   | 1726   | 1740        |
| Joseph Butler (en commendam en tant qu'Évêque de Bristol)                                                |                                   | 1740   | 1750        |
| Thomas Secker (en commendam en tant qu'Évêque d'Oxford)                                                  |                                   | 1750   | 1758        |
| John Hume (en commendam en tant qu'Évêque d'Oxford)                                                      |                                   | 1758   | 1766        |
| Frederick Cornwallis (en commendam en tant qu'Évêque de Lichfield)                                       |                                   | 1766   | 1768        |
| Thomas Newton (en commendam en tant qu'Évêque de Bristol)                                                |                                   | 1768   | 1782        |
| Thomas Thurlow (en commendam en tant qu'Évêque de Lincoln)                                               |                                   | 1782   | 1787        |
| George Pretyman Tomline (Pretyman jusqu'en 1803) (en commendam en tant qu'Évêque de Lincoln)             |                                   | 1787   | 1820        |
| William Van Mildert (en commendam en tant qu'Évêque de Llandaff)                                         |                                   | 1820   | 1826        |
| Charles Sumner (en commendam en tant qu'Évêque de Llandaff)                                              |                                   | 1826   | 1827        |
| Edward Copleston (en commendam en tant qu'Évêque de Llandaff)                                            |                                   | 1827   | 1849        |
| Henry Hart Milman                                                                                        |                                   | 1849   | 1868        |
| Henry Longueville Mansel                                                                                 |                                   | 1868   | 1871        |
| Richard William Church                                                                                   |                                   | 1871   | 1890        |
| Robert Gregory                                                                                           |                                   | 1891   | 1911        |
| William Inge                                                                                             |                                   | 1911   | 1934        |
| Walter Matthews                                                                                          |                                   | 1934   | 1967        |
| Martin Sullivan                                                                                          |                                   | 1967   | 1978        |
| Alan Webster                                                                                             |                                   | 1978   | 1988        |
| Eric Evans                                                                                               |                                   | 1988   | 1996        |
| John Moses                                                                                               |                                   | 1996   | 2006        |
| Graeme Knowles                                                                                           |                                   | 2007   | 2011        |
| David Ison                                                                                               |                                   | 2012   | 2022        |
| Andrew Tremlett                                                                                          |                                   | 2022   | en fonction |

## Sources
- Deans of St Paul's. Greenway, D. E. (1968). Fasti Ecclesiae Anglicanae 1066–1300. Volume 1: St. Paul's, London. British History Online. pp. 4–8.
- Deans of St Paul's. Horn, J. M. (1963). Fasti Ecclesiae Anglicanae 1300–1541. Volume 5: St Paul's, London. British History Online. pp. 4–7.
- Deans of St Paul's. Horn, J. M. (1969). Fasti Ecclesiae Anglicanae 1541–1857. Volume 1: St. Paul's, London. British History Online. pp. 5–7.
- WR Matthews:  Date accessed: 15 February 2006.
- St Paul's Cathedral press release 23 Jan 2006:  Date accessed: 15 February 2006.